# Cicurina rainesi
Cicurina rainesi là một loài nhện trong họ Dictynidae.
Loài này thuộc chi Cicurina. Cicurina rainesi được Willis J. Gertsch miêu tả năm 1992.